# Rezerwat przyrody Markowe Błota
Rezerwat przyrody „Markowe Błota” – rezerwat leśny w województwie zachodniopomorskim, w powiecie myśliborskim, w gminie Barlinek, 10 km na południe-południowy wschód od Barlinka, 9 km na wschód od Karska, na obszarze Barlinecko-Gorzowskiego Parku Krajobrazowego.
Został utworzony na mocy Zarządzenia Ministra Ochrony Środowiska, Zasobów Naturalnych i Leśnictwa z dnia 26 stycznia 1994 na powierzchni 193,4 ha. W 2016 zmniejszono go do 93,8023 ha. Obecnie podawana wielkość rezerwatu to 92,74 ha, z czego ochroną ścisłą objęto 42,95 ha, a ochroną czynną 49,79 ha.
Celem utworzenia rezerwatu było „zachowanie ze względów naukowych, dydaktycznych i krajobrazowych bagien z typową dla nich florą i fauną oraz drzewostanów bukowych i mieszanych”. Celem ochrony jest obecnie „zachowanie mozaiki ekosystemów leśnych oraz bagien z typową dla nich florą i fauną”.
Znajdują się tu m.in. stanowiska lęgowe bielika i żurawia. Do ciekawszych roślin występujących na terenie rezerwatu należą: rosiczka okrągłolistna, widłak goździsty, lilia złotogłów, grążel żółty, grzybienie białe, bobrek trójlistkowy, naparstnica purpurowa, modrzewnica zwyczajna, turzyca łuszczkowata, dziurawiec rozesłany, sit alpejski, jeżogłówka najmniejsza oraz pływacz zaniedbany.
Nadzór: Nadleśnictwo Barlinek.
1,5 km na wschód od rezerwatu prowadzi znakowany niebieski szlak turystyczny z Barlinka do Santoka.